# Гришино (Крым)
Гри́шино (до 1948 года  Токулча́к; укр. Гришине, крымскотат. Toqulçaq, Токъулчакъ) — село в Первомайском районе Республики Крым, центр Гришинского сельского поселения (согласно административно-территориальному делению Украины — Гришинского сельского совета Автономной Республики Крым).

## Население
| 2001 | 2014  |
| ---- | ----- |
| 1867 | ↘1755 |

Всеукраинская перепись 2001 года показала следующее распределение по носителям языка
| Язык             | Процент |
| ---------------- | ------- |
| русский          | 68.13   |
| крымскотатарский | 15.85   |
| украинский       | 15      |
| другие           | 0.42    |

### Динамика численности
| - 1806 год — 88 чел. - 1864 год — 80 чел. - 1889 год — 182 чел. - 1892 год — 82 чел. - 1900 год — 176 чел. - 1911 год — 75 чел. - 1915 год — 61/74 чел. - 1918 год — 97 чел. | - 1926 год — 180 чел. - 1939 год — 265 чел. - 1974 год — 1130 чел. - 1989 год — 1812 чел. - 2001 год — 1867 чел. - 2009 год — 1742 чел. - 2014 год — 1755 чел. |

## Современное состояние
На 2016 год в Гришино числится 23 улицы и 2 переулка; на 2009 год, по данным сельсовета, село занимало площадь 226,9 гектара, на которой в 700 дворах проживало более 1,7 тысячи человек. В селе действуют средняя общеобразовательная школа, детский сад «Чебурашка», детская музыкальная школа, Дом культуры, сельская библиотека-филиал № 6, отделение почты, амбулатория общей практики — семейной медицины,, православный храм священномученика Иоанна. Гришино связано автобусным сообщением с райцентром, городами Крыма и соседними населёнными пунктами.

## География
Гришино — большое село в центре района, в центральной части степного Крыма, высота центра села над уровнем моря — 57 м. Ближайшие сёла — Фрунзе в 5 км на восток, и Степное в 2,5 км на запад. Расстояние до райцентра — около 11 километров (по шоссе), ближайшая железнодорожная станция — Воинка (на линии Джанкой — Херсон) — примерно 32 километра. Транспортное сообщение осуществляется по региональной автодороге 35К-001 Красноперекопск — Симферополь (по украинской классификации — Н-05).

## История
Первое документальное упоминание села встречается в Камеральном Описании Крыма… 1784 года, судя по которому, в последний период Крымского ханства Толкучак входил в Самарчик кадылык Перекопского каймаканства. После присоединения Крыма к России (8) 19 апреля 1783 года, (8) 19 февраля 1784 года, именным указом Екатерины II сенату, на территории бывшего Крымского Ханства была образована Таврическая область и деревня была приписана к Перекопскому уезду. После Павловских реформ, с 1796 по 1802 год, входила в Акмечетский уезд Новороссийской губернии. По новому административному делению, после создания 8 (20) октября 1802 года Таврической губернии, Токулчак был включён в состав Бустерчинской волости Перекопского уезда.
По Ведомости о всех селениях в Перекопском уезде состоящих с показанием в которой волости сколько числом дворов и душ… от 21 октября 1805 года, в деревне Токульчак числилось 16 дворов и 88 жителей, исключительно крымских татар. На военно-топографической карте генерал-майора Мухина 1817 года деревня Токулчак обозначена с 14 дворами. После реформы волостного деления 1829 года деревню, согласно «Ведомости о казённых волостях Таврической губернии 1829 года» отнесли к Ишуньской волости (переименованной из Бустерчинской). На карте 1836 года в деревне 21 двор, как и на карте 1842 года.
В 1860-х годах, после земской реформы Александра II, деревню приписали к Ишуньской волости. Согласно «Памятной книжке Таврической губернии за 1867 год», деревня лежала в развалинах, опустевшая вследствие эмиграции крымских татар в 1860—1866 годах в Турцию (особенно массовой после Крымской войны 1853—1856 годов).
А уже в «Списке населённых мест Таврической губернии по сведениям 1864 года», составленном по результатам VIII ревизии 1864 года, Токульчак — эстонская деревня, с 30 дворами, 182 жителями и лютеранским молитвенным домом при колодцах (на трехверстовой карте 1865—1876 года в деревне Токулчак 20 дворов). Судьба эстонского населения неясна, другие источники ничего о них не сообщают. Известно, что в 1878 году немецкими колонистами, лютеранами и меннонитами, входцами из молочанских колоний, на 1200 десятинах собственной земли было основано новое поселение Иоганнесру, названное в честь меннонитского землевладельца и общественного деятеля Иоганна Корниса. Новое название, видимо, употреблялось только в немецкоязычной среде, поскольку в официальных документах не встречается. В «Памятной книге Таврической губернии 1889 года» по результатам Х ревизии 1887 года записан Токульчак с 16 дворами и 102 жителями.
После земской реформы 1890 года Токульчак отнесли к Джурчинской волости. Согласно «…Памятной книжке Таврической губернии на 1892 год», в деревне Токульчак, составлявшей Токульчакское сельское общество, было 82 жителя в 15 домохозяйствах. По «…Памятной книжке Таврической губернии на 1900 год» в деревне Токульчак числилось 176 жителей в 17 дворах, в 1911 году жителей было 75. По Статистическому справочнику Таврической губернии. Ч.II-я. Статистический очерк, выпуск пятый Перекопский уезд, 1915 год, в деревне Токульчак Джурчинской волости Перекопского уезда числилось 18 дворов (14 дворов с землёй, 4 — безземельные) с немецким населением в количестве 61 человек приписных жителей и 74 «посторонних», из которых 58 мужчин и 77 женщин. Жители владели 1300 десятинами удобной земли. В хозяйствах имелось 139 лошадей, 16 волов, 87 коров и 119 голов мелкого скота. В 1918 году в селении было 97 жителей.
После установления в Крыму Советской власти и учреждения 18 октября 1921 года Крымской АССР, в составе Джанкойского уезда был образован Курманский район, в состав которого включили село. В 1922 году уезды получили название округов. 11 октября 1923 года, согласно постановлению ВЦИК, в административное деление Крымской АССР были внесены изменения, в результате которых был ликвидирован Курманский район и село включили в состав Джанкойского. Согласно Списку населённых пунктов Крымской АССР по Всесоюзной переписи 17 декабря 1926 года, в селе Токульчак, Джурчинского сельсовета Джанкойского района, числилось 38 дворов, из них 34 крестьянских, население составляло 180 человек, из них 174 немца, 5 русских, 1 украинец, действовала немецкая школа. Постановлением ВЦИК РСФСР от 30 октября 1930 года был создан Фрайдорфский еврейский национальный район (переименованный указом Президиума Верховного Совета РСФСР № 621/6 от 14 декабря 1944 года в Новосёловский) (по другим данным 15 сентября 1931 года) и село включили в его состав, а после разукрупнения в 1935-м и образования также еврейского национального Лариндорфского (переименованный указом Президиума Верховного Совета РСФСР № 621/6 от 14 декабря 1944 года в Первомайский), село переподчинили новому району. В 1930 году был образован колхоз имени Розы Люксембург. По данным всесоюзная перепись населения 1939 года в селе проживало 265 человек.
Вскоре после начала Великой Отечественной войны, 18 августа 1941 года крымские немцы были выселены, сначала в Ставропольский край, а затем в Сибирь и северный Казахстан. В годы войны на фронтах сражались 52 жителя села, 21 из них погиб, 37 награждены орденами и медалями. В октябре 1941 года при обороне Крыма в окрестностях села пали 5 советских воинов, впостедствии похороненных в братской могиле. В начале 1970 годов на этой территории запланировали постройку школы и в 1974 году (по другим данным — в 1975 году) останки бойцов перенесли к сооружаемому памятному знаку в честь воинов-односельчан. П остановлением Совета министров Республики Крым № 627 от 20 декабря 2016 года памятник отнесён к категории объектов культурно-исторического наследия России регионального значения.
С 25 июня 1946 года Токульчак в составе Крымской области РСФСР.
Указом Президиума Верховного Совета РСФСР от 18 мая 1948 года, Токульчак переименовали в Гришино, согласно изданию «Города и сёла Украины» — именем погибшего во время Великой Отечественной войны командира находившегося в селе зенитного расчета летчика Гришина. В 1940-е годы образован сельский совет. В 1953 году колхоз имени Розы Люксембург переименован в «Новая жизнь», а в 1964 году преобразован в совхоз «Докучаевский». 26 апреля 1954 года Крымская область была передана из состава РСФСР в состав УССР. Указом Президиума Верховного Совета УССР «Об укрупнении сельских районов Крымской области», от 30 декабря 1962 года был упразднён Первомайский район и село присоединили к Красноперекопскому. 8 декабря 1966 года был восстановлен Первомайский район и село вернули в его состав. В 1968 году открыт Дом культуры, в 1969 году в селе была построена школа. По данным переписи 1989 года в селе проживало 1812 человек. С 12 февраля 1991 года село в восстановленной Крымской АССР, 26 февраля 1992 года переименованной в Автономную Республику Крым. С 21 марта 2014 года в составе Крыма аннексировано Россией.